# Lijst van Deense ministers van Binnenlandse Zaken

## Ministers van Binnenlandse Zaken van Denemarken (1973–heden)
| Minister van Binnenlandse Zaken   | Minister van Binnenlandse Zaken | Minister van Binnenlandse Zaken     | Ambtstermijn                  | Ambtstermijn      | Partij(en)       | Premier(s)                          | Kabinet(en)                                   | Overige functie(s)                |
| --------------------------------- | ------------------------------- | ----------------------------------- | ----------------------------- | ----------------- | ---------------- | ----------------------------------- | --------------------------------------------- | --------------------------------- |
|                                   |                                 | Jacob Sørensen (1915–1990)          | 19 december 1973              | 13 februari 1975  | VDL              | Poul Hartling (1973–1975)           | Hartling                                      | Minister van Sociale Zaken        |
|                                   |                                 | Egon Jensen (1922–1985)             | 13 februari 1975              | 30 augustus 1978  | SD               | Anker Jørgensen (1975–1982)         | Jørgensen II                                  |                                   |
|                                   |                                 | Knud Enggaard (1929)                | 30 augustus 1978              | 26 oktober 1979   | VDL              | Anker Jørgensen (1975–1982)         | Jørgensen III                                 |                                   |
|                                   |                                 | Henning Rasmussen (1926–1997)       | 26 oktober 1979               | 10 september 1982 | SD               | Anker Jørgensen (1975–1982)         | Jørgensen IV                                  | Minister van Justitie (1979–1981) |
| Jørgensen V                       |                                 | Henning Rasmussen (1926–1997)       | 26 oktober 1979               | 10 september 1982 | SD               | Anker Jørgensen (1975–1982)         |                                               |                                   |
|                                   |                                 | Britta Schall Holberg (1941–2022)   | 10 september 1982             | 12 maart 1986     | VDL              | Poul Schlüter (1982–1993)           | Schlüter I                                    |                                   |
|                                   |                                 | Knud Enggaard (1929)                | 12 maart 1986                 | 10 september 1987 | VDL              | Poul Schlüter (1982–1993)           | Schlüter I                                    |                                   |
|                                   | Thor Pedersen                   | Thor Pedersen (1945)                | 10 september 1987             | 25 januari 1993   | VDL              | Poul Schlüter (1982–1993)           | Schlüter II                                   |                                   |
| Schlüter III                      | Thor Pedersen                   | Thor Pedersen (1945)                | 10 september 1987             | 25 januari 1993   | VDL              | Poul Schlüter (1982–1993)           | Minister voor Noorse Samenwerking (1988–1992) |                                   |
| Schlüter IV                       | Thor Pedersen                   | Thor Pedersen (1945)                | 10 september 1987             | 25 januari 1993   | VDL              | Poul Schlüter (1982–1993)           | Minister voor Noorse Samenwerking (1988–1992) |                                   |
|                                   |                                 | Birte Weiss (1941)                  | 25 januari 1993               | 20 oktober 1997   | SD               | Poul Nyrup Rasmussen (1993–2001)    | P.N. Rasmussen I                              |                                   |
| P.N. Rasmussen II                 | Minister voor Godsdienst        | Birte Weiss (1941)                  | 25 januari 1993               | 20 oktober 1997   | SD               | Poul Nyrup Rasmussen (1993–2001)    |                                               |                                   |
| P.N. Rasmussen III                | Minister van Volksgezondheid    | Birte Weiss (1941)                  | 25 januari 1993               | 20 oktober 1997   | SD               | Poul Nyrup Rasmussen (1993–2001)    |                                               |                                   |
| P.N. Rasmussen III                |                                 | Thorkild Simonsen                   | Thorkild Simonsen (1926–2022) | 20 oktober 1997   | 23 februari 2000 | Poul Nyrup Rasmussen (1993–2001)    | SD                                            |                                   |
| SD                                | P.N. Rasmussen IV               | Thorkild Simonsen                   | Thorkild Simonsen (1926–2022) | 20 oktober 1997   | 23 februari 2000 | Poul Nyrup Rasmussen (1993–2001)    |                                               |                                   |
|                                   | P.N. Rasmussen IV               |                                     | Karen Jespersen (1947)        | 23 februari 2000  | 27 november 2001 | Poul Nyrup Rasmussen (1993–2001)    | SD                                            |                                   |
|                                   | Lars Løkke Rasmussen            | Lars Løkke Rasmussen (1964)         | 27 november 2001              | 23 november 2007  | VDL              | Anders Fogh Rasmussen (2001–2009)   | A.F. Rasmussen I                              | Minister van Volksgezondheid      |
| A.F. Rasmussen II                 | Lars Løkke Rasmussen            | Lars Løkke Rasmussen (1964)         | 27 november 2001              | 23 november 2007  | VDL              | Anders Fogh Rasmussen (2001–2009)   |                                               | Minister van Volksgezondheid      |
|                                   |                                 | Karen Jespersen (1947)              | 23 november 2007              | 5 april 2009      | VDL              | Anders Fogh Rasmussen (2001–2009)   | A.F. Rasmussen III                            | Minister van Sociale Zaken        |
|                                   | Karen Ellemann                  | Karen Ellemann (1969)               | 5 april 2009                  | 23 februari 2010  | VDL              | Lars Løkke Rasmussen (2009–2011)    | L.L. Rasmussen I                              | Minister van Sociale Zaken        |
|                                   | Bertel Haarder                  | Bertel Haarder (1944)               | 23 februari 2010              | 3 oktober 2011    | VDL              | Lars Løkke Rasmussen (2009–2011)    | L.L. Rasmussen I                              | Minister van Volksgezondheid      |
| Minister voor Noorse Samenwerking | Bertel Haarder                  | Bertel Haarder (1944)               | 23 februari 2010              | 3 oktober 2011    | VDL              | Lars Løkke Rasmussen (2009–2011)    | L.L. Rasmussen I                              |                                   |
|                                   | Margrethe Vestager              | Margrethe Vestager (1968)           | 3 oktober 2011                | 1 september 2014  | RV               | Helle Thorning- Schmidt (2011–2015) | Thorning- Schmidt I                           | Minister van Economische Zaken    |
| Thorning- Schmidt II              | Margrethe Vestager              | Margrethe Vestager (1968)           | 3 oktober 2011                | 1 september 2014  | RV               | Helle Thorning- Schmidt (2011–2015) |                                               | Minister van Economische Zaken    |
|                                   | Morten Østergaard               | Morten Østergaard (1976)            | 1 september 2014              | 28 juni 2015      | RV               | Helle Thorning- Schmidt (2011–2015) | Minister van Economische Zaken                |                                   |
|                                   | Karen Ellemann                  | Karen Ellemann (1969)               | 28 juni 2015                  | 28 november 2016  | VDL              | Lars Løkke Rasmussen (2015–2019)    | L.L. Rasmussen II                             | Minister van Sociale Zaken        |
|                                   | Simon Emil Ammitzbøll-Bille     | Simon Emil Ammitzbøll- Bille (1977) | 28 november 2016              | 27 juni 2019      | LA               | Lars Løkke Rasmussen (2015–2019)    | L.L. Rasmussen III                            | Minister van Economische Zaken    |
|                                   | Astrid Krag                     | Astrid Krag (1982)                  | 27 juni 2019                  | 21 januari 2021   | SD               | Mette Frederiksen (2019–heden)      | Frederiksen I                                 | Minister van Sociale Zaken        |
|                                   | Kaare Dybvad                    | Kaare Dybvad (1984)                 | 21 januari 2021               | 2 mei 2022        | SD               | Mette Frederiksen (2019–heden)      | Frederiksen I                                 | Minister van Huisvesting          |
|                                   |                                 | Christian Rabjerg Madsen (1986)     | 2 mei 2022                    | 15 december 2022  | SD               | Mette Frederiksen (2019–heden)      | Frederiksen I                                 | Minister van Huisvesting          |
|                                   | Sophie Løhde                    | Sophie Løhde (1983)                 | 15 december 2022              | heden             | VDL              | Mette Frederiksen (2019–heden)      | Frederiksen II                                | Minister van Volksgezondheid      |